# 月刊 元気一番"生"テレビ
『東北電力PRESENTS 月刊 元気一番"生"テレビ』（とうほくでんりょくプレゼンツ げっかん げんきいちばんなまテレビ）は、ミヤギテレビをはじめとする、青森放送、テレビ岩手、秋田放送、山形放送、福島中央テレビ、テレビ新潟の東北地方及び新潟県の日本テレビ系列局7局でブロックネットで放送されていた情報番組である。番組が開始した2001年から2011年までの10年間は毎月第3または第4土曜日、2012年から2017年までは不定期に土曜日の10:30 - 11:25に生放送されていた。
提供は東北電力。2009年4月から、番組名に同社の冠が付いていた。
毎回、東北地方および新潟県のさまざまな場所から生中継とVTRを交えて放送していた（通常はメイン中継1ヶ所とその他の中継が1、2ヶ所）。
地上デジタル放送開始以後も、ミヤギテレビ本社の副調整室の都合などでハイビジョン制作はしばらく行われていなかった。2008年10月頃からはミヤギテレビのみハイビジョン放送を開始したものの、その他の各局では送出回線の都合により、ミヤギテレビから標準画質映像で配信されていた（一部のコーナーでVTR映像が縮小される際に16:9のワイド画面が確認できた）。その後、2010年4月放送分からミヤギテレビ以外の各局もハイビジョンでの放送となり、同時にアナログ放送ではレターボックス画面となった。中継車については地デジ開始当初から全局ハイビジョン仕様のものを使用しているほか、VTRで紹介するコーナーも全てハイビジョンに対応していた。また、番宣も2009年4月から全局ハイビジョン画質で放送されていた。

## 出演者
ナビゲーター
- 片岡鶴太郎

リポーター
- 内山信二（鶴太郎と同行せず、サブ中継に回ることがたまにあった）

各局アナウンサー
※ 各局ともに、放送当時
- ミヤギテレビ：岩瀬裕子→深井ゆきえ（ - 2008.3）→浜本徳子（2008.4 - 2012.9）→安斎摩紀（2016.3 - 2017）
  - 岩瀬が担当していた時期は、宮城県以外の中継でも鶴太郎・内山・各県アナウンサーと共に出演していた。
- 青森放送[注釈 1]：田村啓美[注釈 2]→桒子英里（2017.2 - 2017.10）
- テレビ岩手：小林ゆり子（退社、 - 2008.12）→古舘友華（2009.1 - 2010.3）→高橋美佳（2010.4 - 2012.9）→江口アミ（2016.3 - 2017）
- 秋田放送：加藤隆弘→遠藤里沙→高橋美樹→松井梨絵子（2007.4 - 2008.3）→石井綾子（2008.4-2010.12）→松井梨絵子（2011.1 - 2012.3）→関向良子（2017.2 - 2017.10）
- 山形放送：松下香織→山本浩一
- 福島中央テレビ：大野智子→野尻英恵
- テレビ新潟：木内なな→須賀由美子（現・フリーアナ）→田巻佑規子→斎藤久美子

ナレーション
- 櫻田彩子（ - 2008.3）→ワッキー貝山（2008.4 - 2009.3）→荒井真澄・吾妻秀謙（当時のミヤギテレビアナウンサー）（2009.4 - 2011.3）

## 主なコーナー
- 内山くんの『この町一番!!』（一時コーナーが中断されていた時期があるため、再開された2009年4月から2010年3月まではコーナー名の頭に『帰ってきた』が付いていた）
- 内山くんのドキドキお楽しみツアー（2012年7月7日より設置。『この町一番!!』の後継コーナー）
- この味一番!!
- ただいま修行中!
- いっぴん
- 絆ものがたり

## 備考
- 8月が第4土曜までしかない月には、『24時間テレビ』放送によるスタッフ人員確保のため、第3土曜に放送が変更される年があった（2007年は『24時間テレビ』が8月第3土曜に放送されたため、当番組放送の週変更は行われなかった）。なお、内山信二は本番組の出演が縁で、2001年以降『24時間テレビ』の宮城地区パーソナリティを務めている。
- 過去に文化放送で放送された『片岡鶴太郎の土曜日は鶴日和』では月に一度、東北特集をすることがあったが、鶴太郎は本番組出演（『鶴日和』終了後の出演）の関係で、文化放送のスタッフが中継機材を持ち込んで放送していたことがあった。
- 年末の放送等で、不定期に放送時間を30分拡大し、10:00 - 11:25の85分放送となる場合があり、その際に7元生中継を行うことがあった。
- また年1回、1つの中継場所に各局のアナウンサーが集合し『ふるさと自慢』と題した企画を行うこともあった。

## 震災による休止以後
- 2011年3月19日 : 東日本大震災による報道特別番組が組まれたことなどから休止となり、以降の放送もスポンサーである東北電力が提供を自粛した事により、事実上、2月の放送で最終回となった。
- 2012年3月31日 : 『ふるさと復興応援スペシャル』と題し30分拡大で再開された（東北電力一社提供番組では、放送再開が最も早かった）。以後は不定期特別番組となり、同年7月7日・9月15日に放送された。
- 2012年12月20日 : 公式ホームページにて放送休止が宣言され、ホームページが削除。
- 2016年3月19日 : 『宮城・岩手・福島震災復興応援スペシャル』と題して3年半ぶりに復活放送を果たした[2]。この回は岩手・宮城・福島の3局ネット。
- 2017年2月25日 : 『地場産パワーで街が元気だSP!』と題して放送[3]。この回から7局ネット。
- 2017年11月25日 : 副題から「スペシャル」を外し、『あったか～い特集!』として放送[4]。